# Турнау (Німеччина)
Турнау (нім. Thurnau) — громада в Німеччині, розташована в землі Баварія. Підпорядковується адміністративному округу Верхня Франконія. Входить до складу району Кульмбах.
Площа — 64,20 км2. Населення становить 4054 ос. (станом на 31 грудня 2020).